# 21 Arietis
Désignations
21 Arietis (en abrégé 21 Ari) est une étoile binaire de la constellation du Bélier. 21 Arietis est sa désignation de Flamsteed. Sa magnitude apparente combinée est de 5,57 ; le membre le plus brillant, 21 Ari A, est de magnitude 6,40 tandis que l'étoile la plus faible, 21 Ari B, est de magnitude 6,48. La distance du système de la Terre, basée sur un décalage annuel de la parallaxe de 19,58 mas, est de ∼ 167 a.l. (∼ 51,2 pc). Les deux étoiles orbitent l'une autour de l'autre avec une période de révolution de 23,70 ans et selon un excentricité de 0,68.
En 1981, on a d'abord pensé que le système était une étoile triple, car l'orbite prédisait une masse supérieure à celle attendue d'après son type spectral de F6V. Cette hypothèse a ensuite été rejetée car la distance au système a été surestimée. Cependant, en observant le spectre du système, on a découvert qu'une planète géante pourrait être à l'origine des variations de vitesse radiale. La planète présumée aurait une masse de 1.40 ± 0.36 MJ et une période de révolution de 925 jours autour du composant primaire, le plus brillant.